# یارا سلمان
یارا سلمان (زادهٔ ۱۶ اوت ۱۹۹۴) یک تاجر اهل بحرین است که کار تجاری خود را با به عهده‌گرفتن مدیریت امتیاز غذای برگر لند از پدرش در ۱۷ سالگی آغاز کرد. او سپس چندین شرکت زیبایی، درمانی و تفریحی را تأسیس کرد. او اولین کسی است که سرمادرمانی را به بحرین معرفی کرد و در سال ۲۰۱۶ کارآفرین سال جامعهٔ زنان بازرگان بحرین شد.
سلمان در مدرسه‌ای در بحرین تحصیل کرد و لیسانس خود را در رشتهٔ روابط عمومی از کالج دانشگاهی بحرین گرفت و سپس مدرک کارشناسی ارشد مدیریت کسب‌وکار را از دانشگاه RCSI بحرین دریافت کرد. سلمان در سال ۲۰۱۶، شرکت‌های مختلف خود را تحت گروه جمیل سلمان ادغام کرد. او رستوران‌ها، آژانس‌های املاک، مکان‌های تفریحی، و مشاغل پزشکی و زیبایی را اداره می‌کند.

## تحصیلات
سلمان در ۱۶ اوت ۱۹۹۴ در منامهٔ بحرین به دنیا آمد. پدرش جمیل علی سلمان، تاجر، مؤسس و رئیس گروه جاس، و مادرش حلا السید، دندانپزشک هستند. سلمان دوران تحصیلات مدرسه‌اش را در مدرسهٔ سنت کریستوفر در بحرین گذراند و لیسانس خود را از کالج دانشگاه بحرین در رشتهٔ روابط عمومی دریافت کرد. او سپس با مدرک کارشناسی ارشد مدیریت کسب‌وکار از دانشگاه RCSI بحرین فارغ‌التحصیل شد.

## حرفه
در سال ۲۰۱۶، او شرکت‌های خود را تحت گروه جمیل سلمان ادغام کرد تا تمام رستوران‌ها، آژانس‌های املاک، مکان‌های تفریحی، و مشاغل پزشکی و زیبایی را اداره کند.

### سالن زیبایی
در سال ۲۰۱۲، سلمان «سالن زیبایی یارا» را افتتاح کرد، یک سالن زیبایی لوکس در جزایر امواج در شمال بحرین. این سالن زیبایی شامل حمام مراکشی، سولاریوم و سوئیت‌های کریو است. سلمان اولین کسی بود که سرمادرمانی را برای درمان آسیب‌های جزئی بافتی به بحرین معرفی کرد.

### مرکز پزشکی
در سال ۲۰۱۶، سلمان «Hospitalia by Yara» را تأسیس کرد، یک مرکز پزشکی آرایشی که خدمات زیبایی و سلامتی را ارائه می‌دهد و او مدیر عامل آن است. این مرکز دارای اکسیژن درمانی به عنوان بخشی از گردشگری سلامت است. در سال ۲۰۱۶، او اولین داروخانهٔ رباتیک منطقه را با نام «Pharmacia by Yara» را معرفی کرد که به عنوان خدماتی از «Hospitalia by Yara» فعالیت می‌کند. در سال ۲۰۲۱، دومین شعبهٔ "Hospitalia" در رفاع افتتاح شد. مرکز پزشکی او فقط برای پزشکی زیبایی نیست، بلکه دندانپزشکی و بیماری‌های پوستی را نیز شامل می‌شود.

### مجتمع تفریحی
او در کنار برادرش، محمد سلمان، مدیرعامل مشترک سالن بولینگ MJ، یک مجتمع تفریحی است که توسط رپر اوماریون افتتاح شد. سلمان از افتتاح این مجموعه در ژانویهٔ ۲۰۱۶ و امکانات اضافی از جمله رستوران ۵ ستاره، کافی‌شاپ و محل برگزاری کارائوکه خبر داد.

### رستوران‌ها
سلمان در ۱۷ سالگی به عنوان دستیار پدرش شروع به فعالیت تجاری کرد و بلافاصله پس از فارغ‌التحصیلی، ادارهٔ تجارت رستوران فست فود پدرش، برگر لند را آغاز کرد. او در سال ۲۰۱۹ تغییراتی را در رستوران‌های زنجیره‌ای ایجاد کرد که باعث شد تا شعبه‌ها در مکان‌های تازه‌ای باز شوند و نیز منوی غذایی از کیفیت و سلامت بالاتری برخوردار شود. چهار مکان جدید برگر لند در سال بعد افتتاح شد و یک رستوران در بوسایتین افتتاح شد. این رستوران ایدهٔ پدرش بود و گوشت را از منو حذف کردند و شامل غذاهای گیاهی بود که معرف غذاهای سنتی کشورهای عربی خلیج فارس، غذاهای پاکستانی و غذاهای تند بود.

## جوایز
در سال ۲۰۱۶، یارا سلمان جایزهٔ کارآفرین برتر سال ۲۰۱۶ را از سوی انجمن زنان بازرگان بحرین دریافت کرد.